# آمیکا
آمیکا (انگلیسی: Amica) شرکت لوازم خانگی لهستانی است، که در سال ۱۹۴۵ تأسیس شد.